# Beau Bennett
Beau Daniel Bennett, född 27 november 1991 i Gardena, Kalifornien, är en amerikansk före detta professionell ishockeyspelare som spelade för Pittsburgh Penguins, New Jersey Devils och St. Louis Blues i NHL.
Bennett draftades i första rundan i 2010 års draft av Penguins som 20:e spelare totalt.